# Metopius birkmani
Metopius birkmani là một loài tò vò trong họ Ichneumonidae.